# The Victim (1980)
The Victim (orig. 身不由已; Shen bu you ji) es una película humorística de acción de Hong Kong dirigida por Sammo Hung y estrenada el 28 de febrero de 1980. Protagonizada por Hung y Bryan Leung Kar Yan, la película es también conocido como Rayo Kung Fu y San bat yau gei. Es estrenado en EE. UU. en junio de 1982.
A pesar de que solo tenía un muy pequeño papel en The Victim, formado en la Escuela de Ópera de Pekín el estudiante Yuen Biao desempeñado un pequeño papel clave en la realización de esta película. Él era uno de los cuatro coreógrafos de acción en la película, y se duplicó varias de las estrellas de las artes marciales y de acrobacias.
Karl Maka, un frecuente coestrella con Sammo Hung en las películas Skinny Tiger, Fatty Dragon y Odd Couple, tiene una inusual inexpresivo papel como abad de Shaolin.
Bryan Leung es un actor de acción que es bien conocido por su estilo intenso, pero incluso él encontró esta película un desafío. Ha recordado muchas veces del agotamiento que sentía en el rodaje de la escena final de lucha, gran parte de ella no se duplicó.

## Trama
Un hombre rico y de buen corazón lleva a un huérfano sin hogar que sufre llamado Leung Chun Yau. El hombre malcriado/celoso llamado Jo Wing no apreciaba a su nuevo hermanastro. Chun Yau crece hasta convertirse en un justo artista marcial interpretado por Bryan Leung. Del mismo modo, el hijo celoso se convierte en un líder de una banda, interpretado por Chang Yi. El hijo celosa guarda rencor contra su hermanastro porque Chun Yau se casó con Yu Ti. Ahora, Chang Yi ha hecho su objetivo de dar caza a Chun Yau y su novia. Chun Yau visita a su padrastro moribundo, que más tarde son atacados por los hombres de Jo Wing. Chun Yau lucha contra su hermanastro y su esposa Yu Ti interfiere entregándose a Chang Yi. Yu Ti más tarde se suicida en frente de Chang Yi.

## Reparto
- Sammo Hung – Fatty Chan Wing
- Bryan Leung – Leung Chun Yau
- Chang Yi – Jo Wing
- Fanny Wang – Yu Ti / Yuet Yee
- Peter Chan - Yuet Yee's brother
- Wilson Tong - Tong
- Chan Lung - Yuet-Ming
- Karl Maka - Shaolin Abbott Silver Lining
- Chung Fat - Choy Fan Tan
- Lay Kah - Henchman
- Lau Chau Sang - Henchman
- Lam Ching Ying - Jo Wing's cohort
- Yuen Biao - Jo-Wing's cohort
- Billy Chan - Chun Yau's Friend
- Johnny Cheung - Jo Wing's Man
- Kam Kong Chow - Henchman
- Shum Wai
- David Wu
- Dick Wei
- Huang Ha
- Wu Yuen